# Феодальная война за наследство Невиллов
Феодальная война за наследство Невиллов (англ. Neville–Neville feud) — спор за наследство Ральфа Невилла, 1-го графа Уэстморленда, между детьми его старшего сына, лишёнными по завещанию деда большей части наследства, и сыновьями от второго брака, переросший в феодальную войну. Конфликт закончился заключением в 1443 году соглашения, по которому Ральф Невилл, 2-й граф Уэстморленд получил часть родовых владений, однако большая часть осталась в руках Ричарда Невилла, 5-го графа Солсбери, что не устроило братьев графа Уэстморленда. В результате представители старшей ветви Невиллов сохранили обиду на графа Солсбери и его сыновей. Во время войны Алой и Белой розы Невиллы оказались по разные стороны конфликта: представители старшей ветви рода выбрали сторону Ланкастеров, в то время как представители младшей — Йорков.

## Причины конфликта

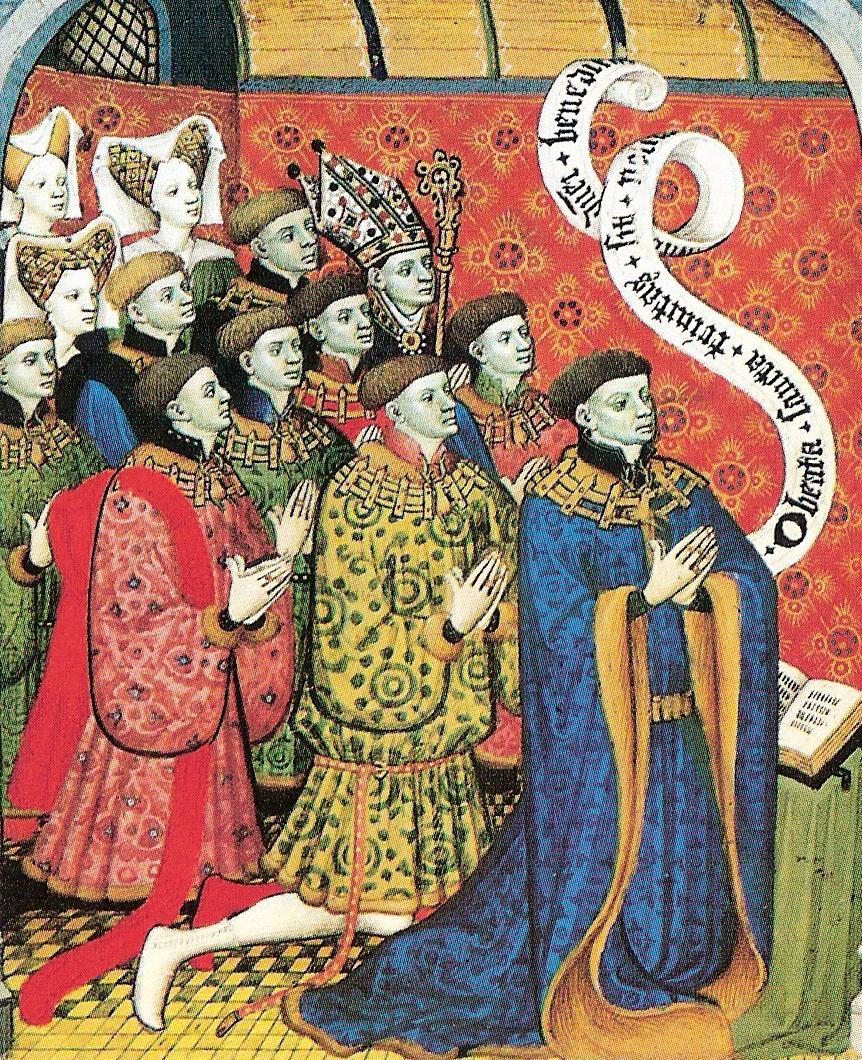
Ральф Невилл и его двенадцать детей. Миниатюра из книги «Livre d’heures de la famille Neville»

Невиллы — английский аристократический род, который был вторым по значимости родом в Северо-Восточной Англии после рода Перси. Родовыми владениями Невиллов были Рэби и Шерифф Хаттон в графстве Дарем. Возвышение рода началось во второй половине XIV века, когда Джон Невилл, 3-й барон Невилл из Рэби благодаря покровительству Джона Гонта, одного из сыновей короля Эдуарда III, получил немало владений в Нортумберленде и Йоркшире и приобрёл большое личное богатство, после чего постарался вывести Невиллов на первые роли среди английской высшей знати. Его сын, Ральф Невилл, смог упрочить влияние рода, в результате ему в 1397 году был присвоен титул 1-го графа Уэстморленда.
К концу своей жизни Ральф владел обширными территориями в Северной Англии, где смог создать своеобразную «империю», включавшую обширные владения, опеки, ренты и должности. Его амбиции нашли отражение во втором браке с Джоан Бофорт, легитимизированной дочерью Джона Гонта и Екатерины Суинфорд, единокровной сестрой короля Генриха IV. Наследовать ему должен был старший сын от первого брака с Маргарет Стаффорд, Джон Невилл, однако он умер раньше отца, в 1420 году, оставив трёх несовершеннолетних сыновей. Старший из них, Ральф (II) Невилл кроме наследства отца должен был унаследовать владения матери, Элизабет Холланд, умершей в 1423 году, составлявшие 1/5 земель графов Кент, что должно было сделать его одним из богатейших магнатов Англии. Однако в 1424 году граф Уэстморленд составил завещание, согласно которому наследники от его первого брака с Маргарет Стаффорд, были лишены большинства владений, переданных детям от второго брака. Как старший наследник, Ральф (II) после смерти деда получил титулы графа Уэстморленда и барона Невилла, однако из владений ему достались только Брансепет в Дареме, Вайвелл, Стифорд и Камбуа в Нортумберленде, Кирби Мурсайд в Йоркшире, поместья в Линкольншире и земельные участки в Ньюкасле, Рипоне и Лондоне. Как позже утверждал Ральф, его наследство вместо ожидаемых 2600 фунтов приносило всего 400. Основным же наследником покойного графа стал Ричард Невилл, старший сын графа от второго брака, получивший Мидлэм и шериф Хаттон в Йоркшире, Рэби в Дареме, наряду с родовыми имениями в Уэстморленде и Эссексе. Он ещё больше увеличил своё наследство благодаря удачному браку, получив после смерти тестя в 1428 году титул графа Солсбери. Также, из-за близкого родства с королями из династии Ланкастеров, его земли ещё больше расширились благодаря королевским пожалованиям.
По словам историка Дж. Петри, причины таких действий 1-го графа Уэстморленда, которые историк Чарльз Росс назвал «амбициозным семейным мошенничеством», кроются в ранней смерти старшего сына. Возможно, что граф хотел, чтобы его наследник смог сохранить созданную им в Северной Англии «империю», а взрослый сын мог с этим справиться лучше, чем несовершеннолетний внук. Кроме того, будущий граф Солсбери находился в близком родстве с английским королём, что должно было его поддержать. Также у Ричарда были свои интересы в наследстве графов Кент, поскольку он через жену был наследником 1/5 доли, и именно ему король предоставил опеку над наследством матери Ральфа (II), который в момент смерти деда был несовершеннолетним. Всё это вкупе с ранней смертью родителей и завещанием графа Уэстморленда серьёзно сказалось на дальнейших событиях.
В итоге новый граф Уэстморморленд и его братья были сравнительно бедны, тем более что доля наследства деда в октябре 1425 года была ещё уменьшена за счёт выделения из его владений Брансепета в качестве вдовьей доли для Джоан Бофорт, вдовствующей графини Уэстморленд; также в 1427—1430 годах она получала ежегодную ренту в 10 марок из дохода графства Уэстморленд в 20 фунтов. Все эти действия привели к тому, что Ральф и его братья были крайне враждебно настроены по отношению к представителям младшей ветви Невиллов и их матери, а также не сомневались в пристрастности королевского Совета, принимавшего решения не в их пользу. И в последующие годы все усилия Ральфа были направлены на возвращение своего наследства, в чём ему помогали младшие братья.

## Спор за наследство

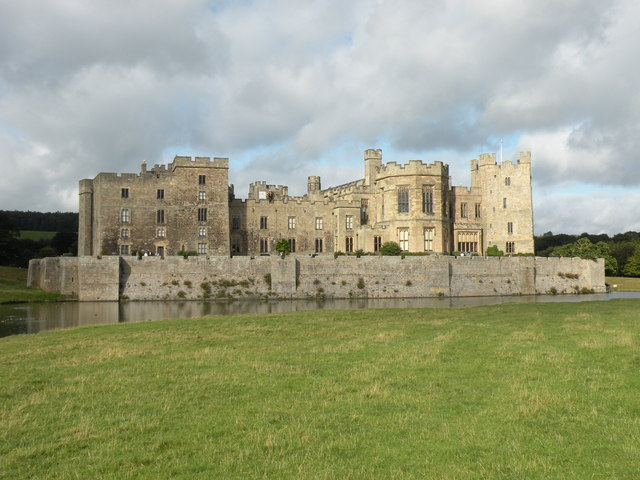
Замок Рэби в Дареме — главная резиденция Ральфа де Невилла, 1-го графа Уэстморленда, а затем — Джоан Бофорт, вдовствующей графини Уэстморленд

Первым шагом, который предпринял Ральф, была попытка увеличить свои доходы. 16 марта 1426 года он сделал запрос об увеличении ежегодной ренты, которая в итоге была увеличена до 102 фунтов. В мае он был вызван в Лестер, где 19 мая был посвящён в рыцари «младенцем королём Генрихом VI» перед парламентом. Кроме того, Ральфу было дано разрешение жениться на Элизабет Перси, дочери покойного сэра Генри Перси, лорда Перси, и Элизабет де Мортимер, вдове Джона Клиффорда, 7-го барона де Клиффорда. При этом с апреля 1424 года опека над большей частью владений Клиффордов после смерти первого мужа Элизабет находилась в руках Ричарда Невилла, а после брака Ральфа она переходила в его руки. Таким образом, юный граф Уэстморленд одержал небольшую победу над своим дядей.
В 1427 году Ральф подал прошение короне о прекращении опеки над его землями. Поскольку он ещё считался несовершеннолетним, то опека была сохранена, однако ему была назначена ежегодная рента с его владений в 200 фунтов. Опека была прекращена только в феврале 1429 года. Теперь Ральф имел ресурсы для того, чтобы начать борьбу за своё наследство против детей Джоан Бофорт. С этого момента начался конфликт между представителями двух ветвей рода Невиллов, переросший в феодальную войну. При этом силы были неравными: Ричард Невилл, ставший к этому времени графом Солсбери, был намного богаче; кроме того, он был связан со многими влиятельными представителями знати и духовенства, а также находился в близком родстве с королём. Среди его сторонников были могущественные кардинал Генри Бофорт, брат его матери, и Томас Лэнгли, князь-епископ Дарема. Однако Ральф вместе с братьями в течение последующих 13 лет мог серьёзно осложнять жизнь своим родственникам.
Для Королевского совета ситуация осложнялась тем, что в это время Англия не очень удачно продолжала воевать во Франции, поэтому члены Совета были заинтересован в услугах графа Солсбери. 18 августа 1430 года обе стороны получили 2 тысячи фунтов за соглашение, по которому обязались не совершать в течение года нападения на владения друг друга. 13 мая 1431 года граф Солсбери был назначен на должность Хранителя Западной Шотландской марки, а летом отправился во Францию. Судя по всему, он принял назначение с условием, что Королевский совет заставит графа Уэстморленда сохранять мир в обмен на 4 тысячи фунтов. 6 ноября 1434 года Совет вновь выплатил 4 тысячи фунтов за возобновление соглашения до пасхи 1436 года. Позже данная выплата в обмен на возобновление соглашения возобновлялась 28 февраля 1436 года, 28 мая 1438 года и 30 мая 1439 года. Кроме того, Совет решил постараться уладить спор о наследстве Невиллов. Граф Уэстморленд и Джоан Бофорт согласились на рассмотрение конфликта тремя лордами и двумя судьями. 4 февраля 1435 года Совет назначил для рассмотрения спора комиссию в составе архиепископа Йоркского, графа Уорика, лорда Кромвеля, а также судей Чейна и Котесмора.
6 декабря 1435 года король на заседании парламента попросил графа Солсбери и его брата, Уильяма, лорда Фоконберга, отправиться в Англию. Условием, на котором они согласились, было возобновление соглашения о ненападении графа Уэстморленда на владения Джоан Бофорт. Ральф был вызван в Королевский совет 28 февраля 1436 года и в обмен на 4 тысячи фунтов дал слово не вести военных действий. Более того, графу Уэстморленду не удалось получить копию завещания своего отца, которое хранилось в Даремском монастыре и в 1435 году было передано его врагам.

## Феодальная война
Главными союзниками графа Уэстморленда были его братья, Джон и Томас. Особенно заметную роль в развернувшейся войне играл старший из них, Джон Невилл. В 1438 году он упоминается в письме, которое канцлер Джон Стаффорд написал королю. В частности, там говорится, что Джон собирал большие армии, совершал «великие и ужасные преступления», а также «убивал и уничтожал» жителей северной Англии. В то же время и граф Солсбери мог рассчитывать на помощь своих братьев. Младший из них, епископ Роберт Невилл, заметного участия в конфликте не принимал, хотя доходы от Даремской епархии вносили существенный вклад в «Северную империю» графа Солсбери. Двое других, Уильям, барон Фоконберг, и Джордж, были его верными помощниками. Сам Солсбери в 1437 году стал членом Тайного совета, а также постоянно был членом различных комиссий, заседавших в мировых судах, что приносило ему постоянные доходы.
Впрочем и граф Уэстморленд в 1430-е годы смог увеличить свои земельные владения. Смерть в 1430 году бездетного Джона Невилла, барона Латимера (единокровного брата его деда) принесла Ральфу поместье Стиффорд в Нортумберленде, однако большую часть владений Латимеров получил Джордж Невилл, брат графа Солсбери, в 1432 году получивший ещё и титул барона Латимера. В 1434 году умерла Джоан Холланд, вдовствующая герцогиня Йоркская, сестра матери Ральфа, в результате чего он унаследовал часть её владений. Оставшуюся часть кентского наследства принесла смерть в 1442 году Джоан Стаффорд, вдовствующей графини Кентской. Однако равноценную долю кентского наследства получил и граф Солсбери. В итоге доход графа Уэстморленда всё равно оставались значительно меньше, чем у графа Солсбери.
Около 1437 года граф Уэстморленд женился на Маргарет Кобем, сестра которой, Элеанора Кобем, была женой герцога Хамфри Глостерского, дяди короля Генриха VI. Возможно, именно этот брак придал Ральфу уверенности в своих силах в последующих событиях.
В 1437 году умер князь-епископ Дарема Томас Лэнгли. Его преемником был назначен епископ Солсбери Роберт Невилл, младший брат графа Солсбери. Это назначение вызвало недовольство графа Уэстморленда, основные интересы которого относились именно к Даремскому палатинату. В итоге он решился перейти к открытому противостоянию и развернул в Дареме военные действия, в результате которых в 1438 году епархия была разорена, а интронизацию нового епископа провести возможности не было. Сам Роберт Невилл противостоять графу Уэстморленду не мог, поэтому управление Даремским палатинатом взяли на себя Джоан Бофорт и граф Солсбери. Попытки королевского совета разрешить конфликт в 1438—1439 годах успеха не принесли.

## Развязка

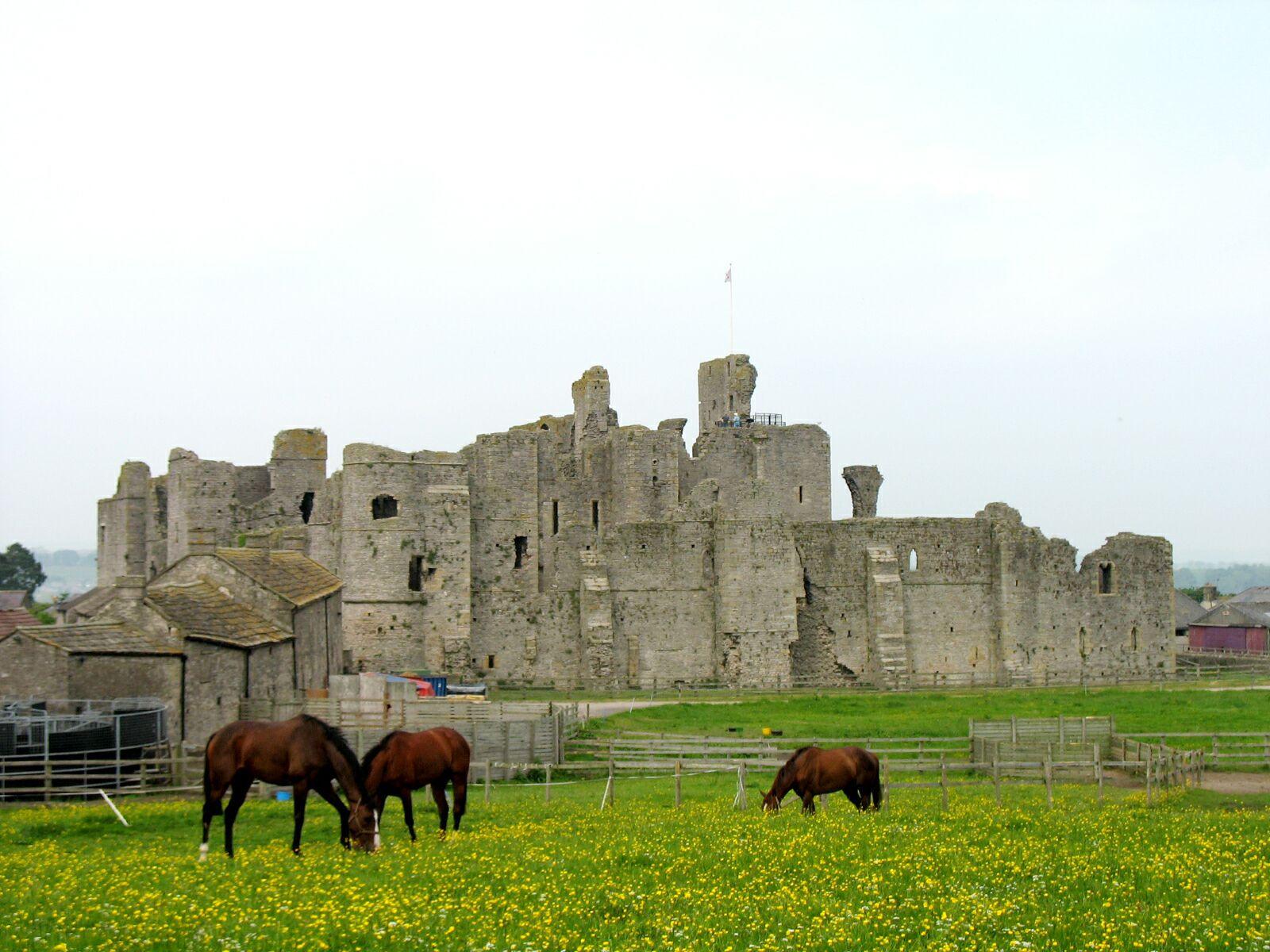
Замок Мидлэм в Северном Йоркшире, оставшийся в руках графа Солсбери по итогам соглашения 1443 года

Ситуация изменилась в 1441 году. 13 ноября 1440 года умерла властная Джоан Бофорт. Возможно, что именно вдовстующую графиню Уэстморленд Ральф Невилл считал основной первопричиной лишения себя наследства, а её смерть снизила напряжённость между двумя ветвями Невиллов, тем более что в 1441 году граф Уэстморленд наконец-то смог получить поместья из вдовьей доли Джоан в Ньюкасле, Нортумберленде, Дареме и Уэстморленде. Также не позже 1441 года Ральф женил своего единственного сына Джона на Энн Холланд, дочери Джона Холланда, герцога Эксетера. У Энн был только один брат, и в случае его бездетной смерти Ральф мог рассчитывать, что его сын сможет унаследовать владения тестя. Также, возможно, последующему примирению способствовало обвинение в 1441 году герцогини Глостерской в колдовстве, в результате чего Маргарет, жена графа Уэстморленда, стала единственной наследницей поместий дяди.
Посредником между сторонами выступил приор Даремского собора Джон Уэссингтон. 27 марта 1443 года королевский совет вызвал графа Уэстморленда, 31 мая было достигнуто согласие графа Солсбери и его братьев. Окончательное урегулирование конфликта было достигнуто 26 августа и 12 сентября того же года. По его условиям Ральф согласился признать за графом Солсбери право на владение землями в Йоркшире, Камберленде, Уэстморленде, Эссексе и Йорке, а также недвижимостью в Лондоне (за исключением резиденции Невиллов) и Рипона. В свою очередь Ральфу был подтверждён ежегодный доход в 20 фунтов от графства Уэстморленд, а также он был признан законным наследником владений своего деда в графстве Дарем, включая родовое поместье Рэби. Чтобы гарантировать приверженность графа Уэстморленда этому соглашению, в случае, если он нарушит соглашение, то ему пришлось бы ежегодно выплачивать графу Солсбери и его братьям 400 фунтов. Аналогичный штраф за нарушение соглашения в размере 65 фунтов в год был назначен Томасу Невиллу, одному из братьев графа Солсбери, в то время как он сам и оставшиеся братья от штрафа были освобождены, что, вероятно, было связано с его влиянием в совете. Силы графов Уэстморленда и Солсбери были неравны, поэтому Ральф был вынужден подчиниться решению совета.

## Последствия
Хотя соглашение 1443 года и поставило точку в военном конфликте, однако оно не устроило представителей старшей ветви Невиллов, которые продолжали обижаться на своих кузенов. В результате конфликт окончательно так и не угас; он привёл к тому, что во время войны Алой и Белой розы представители двух ветвей Невиллов оказались в разных лагерях: потомки Маргарет Стаффорд поддерживали Ланкастеров, а потомки Джоан Бофорт (граф Солсбери и его сыновья) — Йорков. Хотя сам граф Уэстморленд в войне не участвовал.
Конфликт окончательно угас только в 1471 году, когда в битве при Барнете были убиты Ричард Невилл, граф Уорик и его брат Джон Невилл, маркиз Монтегю. В результате войны Невиллы из Солсбери потерпели полное крушение, почти все представители клана погибли, что привело к угасанию вражды.